# Odocoileus lucasi
Hươu núi Mỹ (Danh pháp khoa học: Odocoileus lucasi) là một loài hươu đã tuyệt chủng của nhóm hươu Bắc Mỹ, trong lịch sử nó đã bị nhầm lẫn với loài Navahoceros fricki và được gọi là hươu núi Mỹ. Kurten vào năm 1975 đã mô tả Navahoceros fricki như là một thành viên tuyệt chủng của họ Hươu nai Cervidae và phổ biến nhất tại dãy núi Rocky ở Bắc Mỹ trong thời đại thế Pleistocene. Nó sống sót đến khoảng 11.500 BP từ các bằng chứng được tìm thấy trong hang Burnet ở dãy núi Guadalupe ở miền nam New Mexico.

## Nghiên cứu
Loài hươu núi Mỹ này là đề tài nghiên cứu và tranh cãi của nhiều nhà khoa học xung quanh sự tồn tại và cách phân chia của nó. 

### Kurten
Ban đầu Nhà sinh học Kurten mô tả một loài mà ông gọi là Navahoceros fricki vào năm 1975. Phân tích Kurten đã trình bày được dựa trên trung bình của chiều dài của xương phân ly (mẫu kích thước 9-52), mà không xác định quan hệ tình dục cũng không tuổi tác của động vật mẫu, cũng không cung cấp độ lệch chuẩn để cho người ta biết về biến đổi do quan hệ tình dục và tuổi tác.
Tuy nhiên, phân tích của ông đã được đặt câu hỏi dựa trên cơ sở kỹ thuật và dữ liệu cổ sinh vật học mới. Vì không số catalog bảo tàng nào đã được liệt kê, nó là không thể để nhân đôi phân tích của ông ta. Một yếu tố so sánh ông này được sử dụng là các phép đo xương của một đơn vị con con nai la, nhưng ông đã không cung cấp dữ liệu về giới tính, tuổi tác, địa điểm.
Kurten cũng nói rằng Navahoceros giống như những con dê núi (Capra ibex) và như một con nai núi với một khả năng leo, vận động (như dê núi), nhưng mà không cung cấp dữ liệu về dê núi. Kurten thực hiện sự tương quan rõ ràng rằng về nhóm hà mã hippocamelus được liên quan đến Navahoceros, chỉ khác nhau bởi có hai, thay vì ba nhánh ở cái nhung, và do đó ông coi hippocamelus ngầm là tương đồng với sơn dương và dê núi. Tuy nhiên, hippocamelus tăng trưởng 4 và thậm chí năm nhánh sừng trên mỗi hươu, hủy bỏ ý kiến của Kurten, và liên quan đến tỷ lệ xương, ông không cung cấp dữ liệu về hippocamelus. 

### Klein, McMahon
Tuy nhiên, từ dữ liệu được cung cấp bởi Klein (1964) và McMahon (1975), thì chiều dài chân thấp hơn tương đối của hươu đuôi đen có thể thay đổi ít nhất bằng 22%. Hình thái Huemul không chồng chéo với các loài leo núi trước đây được coi tương tự, nhưng nằm trong phạm vi của họ hươu nai khác. Trong thực tế, xem xét các biến thể báo cáo về tỷ lệ chân trong vài cervids, có thể đạt 70%, có chi tuần lộc Rangifer và quần thể Odocoileus virginianus với đôi chân ngắn hơn so với mẫu Hemitragus bisulcus (14%).
Gần đây, phụ bản hoàn chỉnh được so sánh giữa các loài như hippocamelus bisulcus, dê núi (Oreamnos americanus), dê núi Ibex, dê núi Himalaya (Hemitragus jemlahicus), Cừu sừng lớn (Ovis canadensis), Navahoceros, sơn dương (Rupicapra rupicapra), và Ovis ammon, nai sừng xám lùn (Cervus nannodes), hươu la (Odocoileus hemionus), Odocoileus lucasi, hươu đỏ (Cervus elaphus), và Antilope cervicapra.
Mặc dù Navahoceros dựa trên một phân tích rất yếu đó là không thể để xác minh, bằng chứng tốt nhất hiện nay dựa trên một nghiên cứu so sánh rộng rãi cho thấy Navahoceros là một cấu trúc không hợp lệ và gắn liền với Odocoileus Hay lucasi vào năm 1927. ấn phẩm tiếp theo đề cập đến Navahoceros, Kurten chỉ đơn giản trích dẫn giải thích của mình mà không đặt câu hỏi về tính hợp lệ của nó. Đó là khuyến cáo rằng bất kỳ cuộc thảo luận tương lai, hoặc tham chiếu đến Navahoceros, được thực hiện một cách rõ ràng trong quan hệ với các thông tin đã biết về Odocoileus lucasi.

### Morejohn, Dailey
Morejohn và Dailey (2004) xuất bản phân tích của giải phẫu osteological và hình thái của một bộ xương hầu như hoàn toàn của một con đực trưởng thành ở Pleistocene, Odocoileus lucasi cùng với các bộ sưu tập khác được ký hiệu là Odocoileus lucasi. Hơn nữa, để phân tích, họ đã đến khảo sát các bộ sưu tập các mẫu được xác định là Navahoceros cũng như các loài khác cho một phân tích so sánh (Cervalces scotti, Alces alces, Rangifer tarandus, Odocoileus hemionus, Odocoileus virginianus, hippocamelus antisensis, Odocoileus bisulcus, Mazama americana, Pudu mephistophiles, Pudu puda, Ozotoceros bezoarticus, Blastocerus dichotomus)
Tất cả đặt tại 27 tổ chức khác nhau trên toàn thế giới. Họ cũng mổ xẻ và phân tích nguyên liệu tươi của các chi Alces, Cervus, Mazama, Odocoileus hemionus và Odocoileus virginianus, Ozotoceros, Pudu, và Rangifer. Kết luận chính từ những phân tích như sau: Họ coi Navahoceros là một tên nudum. Tất cả các xương sửa đổi đã ghi nhãn như Navahoceros được hiển thị để thuộc về Odocoileus lucasi. Điều này bao gồm triển lãm gắn kết đó được lắp ráp từ xương phân ly.
Cách giải thích như trên là không cần bàn cãi. Morejohn và Dailey (2004) đã được chủ yếu tập trung vào việc liệu sự khác biệt giữa Hươu Cựu Thế giới và những người của thế giới mới. Các vật liệu xương hóa thạch từ mật ong đã được giao cho Odocoileus lucasi trên sự tương đồng nhận thức với các holotype. Tuy nhiên, không có cuộc thảo luận về những điểm tương đồng nhận thức đã được đưa ra, và trong các cuộc thảo luận liên quan, so sánh trực tiếp chỉ đề cập là sự khác biệt. Một bằng chứng khác cho thấy sự khác biệt giữa Navahoceros và Odocoileus.

### Webb
Webb (1992) đã nghiên cứu một hộp sọ của Navahoceros từ San Josecito Cave và kết luận rằng Rangifer, không phải là Odocoileus, là đơn vị phân loại của Navahoceros. Cả hai Blastoceras và hippocamelus đã được tìm thấy gần gũi hơn với Navahoceros hơn sau này là để các thành viên khác của phân họ như Odocoileus. Nó là như vậy, xa giải quyết mà Navahoceros là một từ đồng nghĩa của Odocoileus. Giả sử rằng việc giao cho Odocoileus đã được chấp nhận, nó không chắc rằng các đơn vị phân loại ở thế Pleistocen muộn là cùng loài với Odocoileus lucasi. 